# Пам'ятник ечпочмак
Перший у Татарстані пам'ятник ечпочмаку встановили в Казані на території національного комплексу «Туган Авылым». Відкриття пам'ятника відбулося в День міста 30 серпня 2016 року. Пам'ятник, встановлений у ресторанно-розважальному комплексі, має розмір близько двох метрів і виглядає як справжній ечпочмак. Скульптура точно відтворює кулінарний витвір: трикутний рум'яний пиріжок (дещо збільшений у розмірах) розташований на металевій підставці та виконаний із залізобетону.

## Опис пам'ятника
Пам'ятник ечпочмаку — незвичайна скульптура, присвячена татарському національному пиріжку. Композиція вже здобула популярність у гостей і мешканців міста. Багато хто приїжджає зробити фото зі знаменитою татарською випічкою, а також загадати бажання, яке обов'язково має збутися.

## Місце розташування
Пам'ятник знаходиться в центрі Казані, столиці республіки Татарстан. Його координати: 55.78002, 49.13619. Адреса: вул. Туфана Міннулліна, 14/56. Достопримечательность розташована на території національного татарського комплексу «Туган Авылым» навпроти Лялькового театру. Місце стилізоване під типову татарську деревню з дерев'яними будинками, клумбами та різьбленими ставнями на вікнах. У комплексі працюють кафе, ресторан, будинок ремісників, різні дитячі розваги, лазня та ярмарок. Тут можна купити сувеніри та скуштувати національні страви.

## Історія ечпочмака
Ечпочмак («трикутник») — національна страва татар і башкир. Це трикутний печений пиріжок з начинкою з картоплі, м'яса та цибулі. Особливість цієї страви полягає в тому, що начинка в ечпочмак кладеться сирою. Пиріжки ліплять з невеликим отвором у центрі, куди в процесі запікання заливають бульйон для соковитості.
Ечпочмак — одне з найпопулярніших національних страв Татарстану, без якого неможливо уявити ні святкового столу, ні повсякденного раціону звичайної сім'ї. Невеликий пиріжок у формі трикутника з дірочкою посередині можна зустріти в меню будь-якого ресторану Казані, навіть самого вишуканого.
Історія ечпочмака сягає глибоко в давнину, коли татарські та башкирські племена вели кочовий спосіб життя (у башкирській національній кухні теж є подібний «пиріжок»). У кухні кочівників головними критеріями завжди були поживність страви та швидкість її приготування. Невеликий пиріжок із дріжджового тіста (іноді використовували і прісне) з начинкою з рубленого м'яса, картоплі та цибулі настільки прижився, що став справжнім національним символом. Для приготування ечпочмаків найчастіше використовують баранину, але їх роблять і з яловичиною, і з м'ясом птиці, і з кониною. Деякі господині вважають, що най"правильніший" ечпочмак — з м'ясом гусака або качки. У давнину використовували переважно конину (коні завжди супроводжували кочівників) або баранину.